# Piabucus melanostoma
Piabucus melanostoma är en fiskart som beskrevs av Holmberg, 1891. Piabucus melanostoma ingår i släktet Piabucus och familjen Characidae. Inga underarter finns listade i Catalogue of Life.